# Fiskerne (syngespil)
 For alternative betydninger, se Fiskerne (flertydig). (Se også artikler, som begynder med Fiskerne)
Fiskerne blev Johannes Ewalds sidste sceneværk, et syngespil, skrevet kort før han døde 37 år gammel. Det opførtes første gang den 31. januar 1780 på Det Kongelige Teater.
Musikken til Fiskerne blev komponeret af koncertmester Johann Hartmann. (Bedstefader til komponisten J.P.E. Hartmann). Hvad særlig melodien til Kong Christian angår, har meningerne været delte. Man har været tilbøjelig til at give en ven af Ewald, landsdommer Rogert, æren for den, men professor Angul Hammerich har (i J.P.E Hartmann, 1916) påvist, at melodien om end i lidt andre former, findes i forskellige ældre nodebøger. Det er jo ikke umuligt at Ewald har kendt disse, og at han til dels har lempet "Kong Christian"s ejendommelige rytme efter melodien. Dens endelige form, den, hvori vi nu synger den, skyldes F. Kuhlau, der anvendte den som slutsats i den herlige ouverture til Elverhøj.
Ida Falbe-Hansen skriver i indledningen til Gyldendals udgave fra 1930:
"Han (Ewald) ville vække store og ædle følelser i tilskuernes bryst, opflamme dem til "høje dyder". Disse tilskuere var hans landsmænd, var danske; i rigtig forståelse af, at det gælder om at vække en ædel selvbevidsthed i folket, vælger han en heltedåd, udført af danske mænd, som genstand for sit digt. Men i sin begejstring slår han rigtignok undertiden så drabeligt på de nationale strenge, at al denne ros over Danmark, over Dannerdrotten og de danske dyder - især i 3dje akt - forekommer os smagløs…" 
Den heltedåd stykket skildrer er redningen af en forlist skipper i stormvejr. Begivenheden fandt – ifølge kilderne – sted i Hornbæk i 1774.
Fiskerne blev ingen succes på scenen, men "Kong Christian stod ved højen Mast" blev populær og genbrugt i Elverhøj for siden at blive nationalsang.
Fiskerne hører til den danske pionerlitteratur, og sproget er ikke rent dansk, men stærkt præget af tysk. Ewalds sceneværker er de første seriøse dramaer skrevet på dansk, idet Holberg havde holdt sig til komedien.